# 岡田ゆりか
岡田 ゆりか（おかだ ゆりか）は、ポニーキャニオン第3映像制作部所属の映像プロデューサー。
学生時代には神奈川県横浜市青葉区に在住し（横浜出身であるのかまでは不明）、同年度の横浜観光親善大使を務めた。

## 出演
- アナタマ（テレ朝チャンネル）
- News Access（BS朝日）
- 上田ちゃんネル（テレ朝チャンネル）